# José Antonio Abellán Hernández
José Antonio Abellán Hernández (Madrid, 22 d'abril de 1960) és un periodista espanyol que desenvolupa principalment la seva activitat professional en la ràdio. Des de gener de 2019, dirigeix i presenta el programa La Jungla en La Jungla Radio.
Anteriorment, entre juliol de 2011 i gener de 2013 va ser director d'esports de la cadena ABC Punto Radio, treball en el qual va cessar després de la fusió d'aquesta empresa amb la Cadena COPE.

## Biografia

### Infància i joventut
Encara que nascut a Madrid, es considera d'El Tiemblo, un municipi de la província d'Àvila, on va passar bona part de la seva vida i d'on prové la seva família.

### Començaments periodístics
En 1978 va començar a treballar en la Cadena SER gràcies a un concurs que va organitzar Ràdio Madrid FM que es tractava de comentar la banda sonora de la pel·lícula Nord-americana FM estrenada en l'època (mai es va estrenar a Espanya) el premi de la qual era un contracte en l'emissora de Discjòquei el qual va guanyar i va començar col·laborant en el programa Los 40 Principales de Madrid i presentant també un programa infantil anomenat Superbaby.
També va presentar el programa televisiu Tocata entre 1984 i 1987, on es van donar a conèixer molts grups, després consagrats, de la música espanyola.

### El punxadiscos
Després d'abandonar la SER en 1991, va col·laborar amb la ONCE durant tres mesos per a muntar la cadena Onda Cero i des de setembre a gener de 1993 va dirigir i va presentar El Show de la Jungla a Onda Cero Música (actual Kiss FM). Paral·lelament, en 1996, va conduir el noticiari humorístic Vuelta y vuelta per la cadena de televisió Telecinco.
D'aquí va passar a Cadena 100, on va triomfar amb el programa despertador La Jungla, número u en audiència durant molts anys, i que va desaparèixer de l'emissora en 2005.

### Director esportiu de la Cope
Des de l'any 2000 va dirigir la redacció d'esports de la Cadena COPE i va presentar cada nit el programa d'esports El tirachinas, que incloïa, fins a l'1 de setembre de 2009, l'espai El radiador, on revisava tota l'actualitat esportiva de forma humorística en companyia dels imitadors Óscar Blanco, Fernando Echeverría i David Miner. Alhora dirigí un programa musical s Rock & Gol pels matins de dilluns a divendres, El Show de Abellán, i va ser guardonat en 2004 amb el Micròfon d'Or en la categoria de ràdio.

#### La polèmica de l'EGM
En 2006, una infiltració de periodistes a l'Estudi General de Mitjans organitzada per ell va deslligar una forta polèmica mediàtica i jurídica. La infiltració va consistir que reporters sota les seves ordres van ser contractats, ocultant la seva condició investigadora, com a membres de l'equip d'enquestadors per a l'elaboració d'aquest estudi. Segons Abellán, es tractava d'una recerca per a posar al descobert la vulnerabilitat i poca fiabilitat del procés de recollida i tractament de dades que serveix per a establir els índexs d'audiència dels mitjans, d'importància cabdal perquè determinen els seus ingressos publicitaris. Per part seva, l'AIMC va afirmar que el que havien fet els periodistes de la COPE havia estat inflar les dades relatives a aquesta cadena, competidora de la SER, durant diversos mesos. En aplicació de la seva versió dels fets, i no atesa la versió que a posteriori va donar Abellán i va donar suport a la seva emissora, l'AIMC va expulsar a la COPE de l'organització i la va apartar de l'EGM. Després de diverses setmanes en què aquesta decisió va quedar en suspens per ordre judicial, a principis de juliol la COPE i l'AIMC van arribar a un acord mitjançant el qual, després d'acceptar la cadena de ràdio pagar els costos del procés, aquesta podia tornar a l'organització i a l'informe d'audiències.

#### Tiempo de Juegoi altres projectes
Des de setembre de 2006 es va fer càrrec del programa Tiempo de Juego després de la marxa de Edu García a Radio Marca.
En setembre de 2007 va retornar el format de La Jungla a Rock & Gol (ara Rock FM), amb nous col·laboradors, nou horari (de 8.00 a 12.00) i nou nom, El Show de Abellán.
En juliol i agost de 2008 va recórrer els Estats Units de costa a costa amb moto per a comptar en primera persona com és l'Amèrica profunda, en el context d'un projecte que va anomenar Deep USA.

#### Primers rumors d'abandó
Entre maig i desembre de 2009 va estar a punt d'abandonar la COPE, incòmode pels rumors que apuntaven al fet que l'emissora, insatisfeta amb els seus resultats d'audiència, pretenia fitxar el gruix de l'equip d'esports de la Cadena SER. Finalment, va renovar per una temporada més, la 2009-2010.
En maig de 2010 va inaugurar a Alcantarilla, juntament amb diverses autoritats, el Pavelló Poliesportiu Municipal que porta el seu nom.

#### Renovació i acomiadament
El 8 de juny de 2010, la Cadena COPE va anunciar la renovació del contracte d'Abellán. No obstant això, la marxa de Paco González de la Cadena SER va portar a la direcció de la COPE a fer-se definitivament amb els seus serveis el 13 de juny, prescindint dels d'Abellán. El 30 de juliol un comunicat de l'emissora va anunciar la destitució d'Abellán del seu càrrec de director esportiu i el tancament de les emissions de El tirachinas durant temps indeterminat.
El 17 de febrer de 2017, en La Voz de César Vidal, relata com va ser el seu cessament en la COPE, així com les conseqüències que li han implicat des de llavors.

### Punto Radio
Entre juliol de 2011 i gener de 2013 va ser el director d'esports de la cadena ABC Punto Radio.

### Radio4G
Entre la primavera de 2014 i gener de 2019 va presentar de dilluns a divendres de 6.00 a 11.00 La Jungla 4.0, amb Rosa García Caro, Felipe de Luis, Álex Fidalgo, Javi Perez Sala i Electric Nana entre altres col·laboradors.

### La Jungla Radio
Des del 22 de gener de 2019 dirigeix i presenta La Jungla de 6.00 a 11.00, que s'emet en el portal "La Jungla Radio" i en més de 70 emissores locals d'Espanya. Per a la província de Madrid en FM Master FM ha decidit emetre el programa de José Antonio Abellán entre les 6.00 i les 11.00 hores de dilluns a divendres.